# Église Saint-Geniès d'Aynac
L'église Saint-Geniès d'Aynac est une église catholique située à Aynac, dans le département du Lot, en France.

## Historique
La première mention sûre de la paroisse n'est pas antérieure à 932. Aynac est alors le chef-lieu d'une vicairie. Raymond, comte de Rouergue et de Quercy, demande à un de ses vicomtes, Frotard, d'en faire don à l'abbaye de Beaulieu.
Vers 1090, Hugues de Fayt restitue l'église au chapitre de la cathédrale de Cahors. L'église devient alors le siège d'un prieuré non conventuel, à la collation du chapitre de la cathédrale de Cahors qui nommait le prieur. Une bulle du pape Pascal II datée de 1106 semble le confirmer.
Il n'existe pas de document sur la construction de l'église. Le premier texte sur les réparations faites dans l'église date de 1785 quand une partie des voûtes s'est écroulée.
L'église est en partie reconstruite et agrandie en 1882 dans le style néoroman.
L'édifice est classé au titre des monuments historiques le 22 octobre 1913.
Plusieurs objets sont référencer dans la base Palissy.

## Description
L’édifice a été construit suivant un plan en croix latine. Elle est constituée d’un chevet suivant un plan bénédictin, se composant d’une abside cantonnée de deux absidioles ouvertes sur les croisillons d’un large transept.
L'abside et les absidioles sont semi-circulaires et voûtées en cul-de-four. Elles sont précédées d'une travée droite. L'abside s'ouvre sur le transept par un arc triomphal légèrement brisé. Les absidioles s'ouvrent sur les croisillons du transept.
La croisée du transept est couverte d'une voûte d'ogives. Les voûtains en brique semblent montrer que cette voûte a été refaite au XIXe siècle. L'importance des piles cruciformes à colonnes adossées est due au clocher octogonal se trouvant au-dessus de la croisée. À la retombée des arcs se trouvent des chapiteaux historiés ou à motifs géométriques et floraux.
Des réparations importantes ont été faites en 1785 dans la nef.
En 1882, la nef a été reconstruite et agrandie dans le style néoroman avec une fausse-voûte en brique qui a été déposée en 1998. Le clocher a été haussé ou reconstruit.
La voûte du croisillon nord du transept s'est effondrée en 1964. Elle est refaite en 1965.